# Textilní továrna Weiss a Rössler
Textilní továrna Weiss a Rössler / Weiss a Grohman / Grohman a spol. / Odetka, a.s., se nachází ve Vrbně pod Pradědem, okres Bruntál. V roce 2003 byla původní textilní budova prohlášená kulturní památkou ČR.

## Historie
Spojením obchodníka s nitěmi Josefa Adolfa Weisse (1762–1830) a Ferdinanda Rösslera z České Lípy v roce 1799 byla zahájena dlouholetá tradice průmyslové výroby nití ve Vrbně pod Pradědem. Adolf Weiss už v roce 1797 žádal hospodářskou správu řádu německých rytířů v Opavě o povolení výstavby bělidla nití v místě zrušeného starého hamru. Společnými silami obou partnerů byla postavena velká budova pro niťařskou faktorii a velké bělidlo. V roce 1800 byly založeny firmy Weiss und Rössler Würbenthal a její pobočka ve Vídni A. Weiss und Co. V roce 1801 společníci obdrželi osvědčení o legitimitě svého podniku od místodržícího řádu německých rytířů v Bruntále. V roce 1812 vstoupil do společnosti Josef Grohmann (1792–1873) a s jeho podílem vznikla v roce 1817 firma Weiss, Röessler & Co. Spojení nebylo jen kapitálové. Josef Grohmann se oženil s neteří a chovankou Ferdinanda Rösslera Amálií Rösslerovou. V roce 1821 firmu opustil Ferdinand Röessler a přenechal podnik a dům Josefu Grohmannovi. V roce 1846 byl změněn název firmy na Weiss und Grohmann. Pod tlakem konkurence vznikla v roce 1847 mechanická továrna na nitě. V roce 1883 byla firma rozdělena. Firmu Weiss und Co. se sídlem ve Vídni vedli nadále následníci rodu Weissových. Továrnu na nitě ve Vrbně přebrali Emil a Emma Grohmanovi a založili firmu Grohmann & Co. k. k. privilegierte Leinen, Baumwollzwirn- und Flechtwaaren-Fabrik Würbenthal (Grohmann & Co.). Rodina Grohmannových vedla továrnu až do konce světové války. V roce 1945 byla uvalena na továrnu nucená správa a následně znárodněna, vznikla Továrna na výrobu stuh a prýmků v Krnově, národní podnik. V roce 1952 se změnil název na Závody Stanislava Kostky Neumanna, n. p. V roce 1991 se stala majitelem firma Odetka, a.s.

## Architektura
Nejstarší výrobní budova firmy založené roku 1800 byla postavena v letech 1800–1801 a stala se základem pozdější továrny na výrobu nití. Jedná se o zděnou třípodlažní stavbu na obdélníkovém půdorysu na kamenné podezdívce. Hlavní průčelí je desetiosé, boční stěna tříosá, členěná korunovou a patrovou římsou mezi 2. a 3. patrem. Střecha je valbová, šindelová, překrytá plechem. V ose průčelí na střeše je věžička s hodinami, pravděpodobně byla přistavěna v roce 1881. V jednotlivých patrech podpírají stropy řady dřevěných sloupů. V přízemí a ve druhém patře jsou sloupy šestihranné s hlavicemi, v třetím kulaté s jednoduchou hlavicí.